# Панфёров, Глеб Николаевич
Глеб Никола́евич Панфёров (29 мая 1970) — советский и российский профессиональный футболист, полузащитник. После окончания карьеры стал футбольным агентом.

## Биография
Воспитанник СДЮСШОР № 63 «Смена». В высшем дивизионе чемпионата России в составе «Асмарала», «КАМАЗа», «Торпедо» и «Жемчужины» провёл 108 матчей, забил 16 голов.
С ноября 1997 по лето 1998 играл во 2-й Бундеслиге в составе «Фортуны» (Дюссельдорф) (контракт был до конца сезона).
В составе «Вентспилса» в 2000 году стал серебряным призёром чемпионата Латвии.
После завершения игровой карьеры стал работать футбольным агентом. В частности, одним из его клиентов стал Артём Дзюба, который позже не захотел продлевать агентский договор с Панфёровым, и Максим Беляев.